# Grace Hightower
Grace Hightower (Stati Uniti, 7 aprile 1955) è una filantropa, attrice e cantante statunitense.
È stata sposata con l'attore Robert De Niro dal 1997  al 2018.

## Carriera
Come filantropa, Hightower ha lanciato la "Grace Hightower & Coffees of Rwanda" nel 2013 con la missione di migliorare i mezzi di sussistenza ruandesi commercializzando i loro prodotti a livello internazionale. È membro del consiglio di amministrazione della New York Women's Foundation e del New York Fund for Public Schools, nonché membro del Women's Heart Health Advisory Council di Ronald Perelman e dell'International Women's Coffee Alliance. Hightower è stata onorata per il suo lavoro da numerose istituzioni tra cui l'American Cancer Society di New York City.
Come socialite, alla festa di gara per il 55º compleanno di Hightower's la rivista Vogue magazine by André Leon Talley. Nel  2010, ha presentato Pratt Institute's Creative Spirit Award diretto da Lee Daniels.
Come attrice, Hightower ha avuto ruoli minori in vari film, tra cui Precious (2009) e The Paperboy (2012). Inoltre, ha avuto una piccola parte nella serie ABC, NYPD Blue, nell'episodio della prima stagione del 1994 intitolato Zeppo Marks Brothers.
Come cantante, ha eseguito le voci principali per il brano "Somethin's comin' my way", scritto da Dan Manjovi per la colonna sonora del film Precious (2009).

## Vita privata
Hightower è di origini afro-americane e discendenze Blackfoot, è cresciuta in Kilmichael, Mississippi, in una famiglia povera e ha svolto vari lavori per aiutare la sua famiglia. Hightower diventò un assistente di volo per Trans World Airlines, attratta dalla possibilità di viaggiare e di espandere i suoi orizzonti. Si stabilì a Parigi e in seguito a Londra, svolse vari lavori come gestore di fondi comuni e addetta alla ristorazione. Nel 1987, mentre lavorava al Mr. Chow, un ristorante cinese di lusso e ritrovo di celebrità, incontra Robert De Niro.
Si sono sposati nel 1997. Nel 1998, all'età di 42 anni, è nato il primo figlio della coppia. Nel 1999 De Niro ha chiesto il divorzio e nel 2001 ha citato Hightower per la custodia del figlio. Tuttavia, i due hanno risolto le loro divergenze, e nel 2004 il divorzio è stato dimenticato rinnovando i loro voti. Nel 2011 la coppia ha avuto il secondo figlio, tramite surrogazione;  i due si separano di nuovo nel novembre 2018.